# Andrea Villani
Andrea Villani (Salsomaggiore Terme, 18 aprile 1960) è uno scrittore e drammaturgo italiano.

## Opere

### Romanzi
- Malvasia Tropicale. Parma, Battei, 2006. ISBN 8878830844.
- La notte ha sempre ragione. Lugano, Todaro Editore, 2007. ISBN 8886981716.
- Il cielo sotto - viaggio insolito, obliquo e sentimentale nelle terre verdiane. Piombino (LI), Il Foglio Editore, 2008. ISBN 8876061703.
- Questo sangue - l'ultima rapina di Luciano Lutring. Lainate (MI), A.Car Edizioni, 2008. ISBN 8889079584.
- La strategia del destino. Milano, Mursia (Gruppo Editoriale), 2010. ISBN 9788842543473.
- Luciano Lutring - La vera storia del solista del mitra. Milano, Mursia (Gruppo Editoriale), 2012.
- Romanzo italiano. Correggio, Aliberti, 2017. ISBN 9788893232210

### Racconti
- Cinghiali, in Gli occhi dell'Hydra. Domino Edizioni 2007
- Progetto Atlantide, online su Bologna La Repubblica.it (http://bologna.repubblica.it/dettaglio/articolo/1355209 Archiviato il 5 dicembre 2008 in Internet Archive.). 2007
- Alice, in Tutto il nero del ducato. Eumeswil - Sottovoce Editore 2008
- Passo Lento e Domani guadagnerò un altro confine, in Pagina della Cultura su La Gazzetta di Parma del 2 marzo 2008

## Teatro
Per il teatro ha scritto e diretto:
- Mille e non più mille (2002)
- Alla corte di Sancio Panza (2004)
- Lutring! (2011)

### Interviste
- Intervista di Francesca Panzacchi per LiberaEva, su liberaeva.com. URL consultato il 6 dicembre 2008 (archiviato dall'url originale il 28 marzo 2009).

### Recensioni
- Recensione di Simona Condorelli de "Il cielo sotto - viaggio insolito, obliquo e sentimentale nella terre verdiane" su Il Blog di Gabriele La Porta

| Controllo di autorità | VIAF (EN) 56087038 · SBN PARV493356 · LCCN (EN) n2008051330 |